# هوگو فیرمینو
هوگو فیرمینو (پرتغالی: Hugo Firmino؛ زادهٔ ۲۲ دسامبر ۱۹۸۸) بازیکن فوتبال اهل پرتغال است.
از باشگاه‌هایی که در آن بازی کرده‌است می‌توان به باشگاه ورزشی لیماسول اشاره کرد.

## References
1. 1 2 3 4  "Hugo Firmino" (به پرتغالی). Mais Futebol. Retrieved 7 April 2021.

## External links
- هوگو فیرمینو در وبگاه ForaDeJogo
- هوگو فیرمینو در Soccerway